# Балістична ракета проміжної дальності

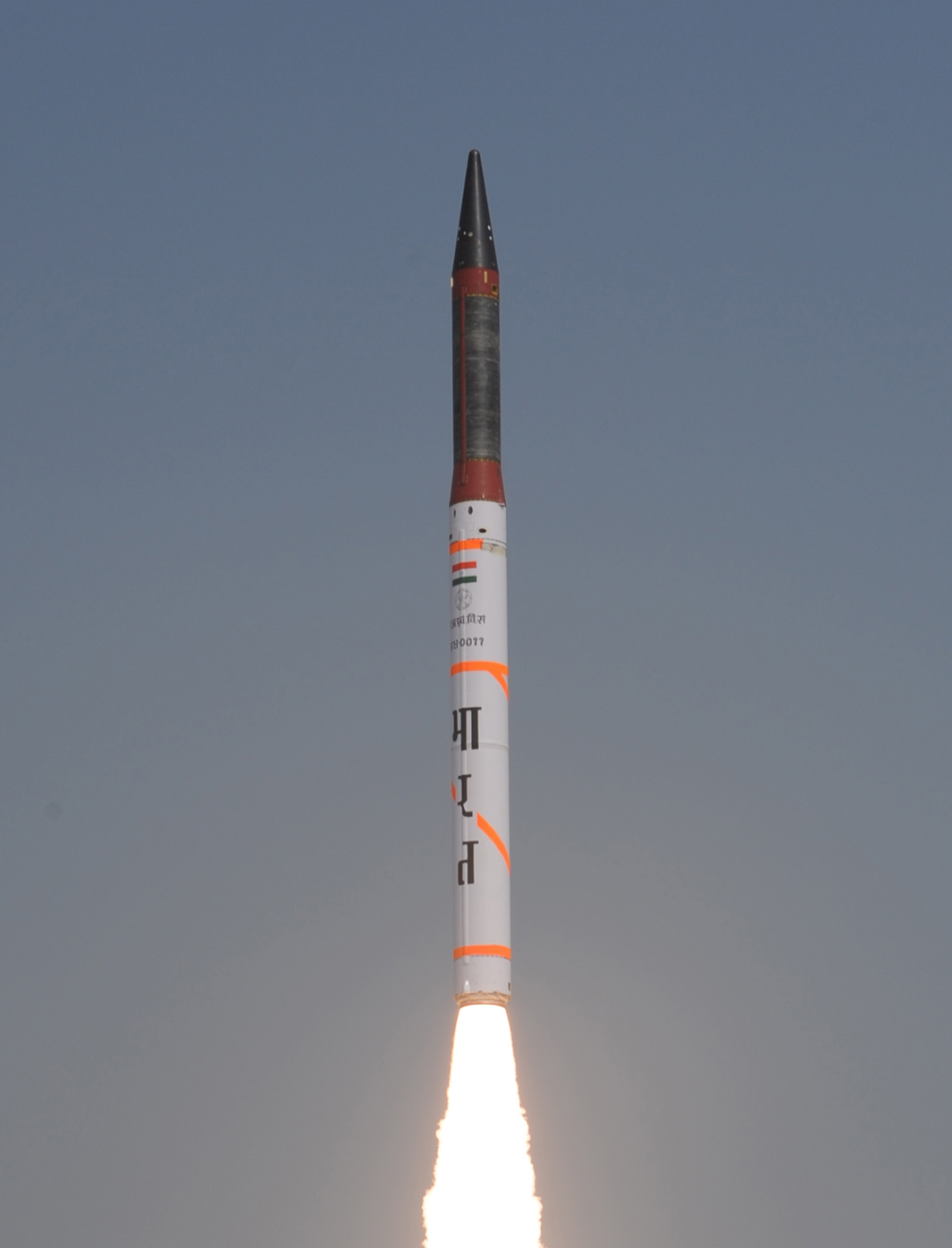
Запуск БРПД Agni-IV з острова Абдул Калам, Одіша.

Балістична ракета проміжної дальності (IRBM; англ. «intermediate-range ballistic missile») – тип балістичної ракети з дальністю від 3 000 до 5 500 км, яка займає проміжне місце між балістичною ракетою середньої дальності та міжконтинентальною балістичною ракетою. Класифікація балістичних ракет за дальністю здійснюється здебільшого для зручності. За принципом, немає суттєвої різниці між високопродуктивною МБР та малопотужною БРПД, оскільки зменшення маси бойового навантаження може збільшити дальність за межі порога МБР. Діапазон дальності, використаний у цьому визначенні, відповідає класифікації Агентства протиракетної оборони США.

## Історія
Попередником БРПД була ракета A4b, оснащена крилами для збільшення дальності, розроблена на основі відомої V-2 (Фау-2), офіційно названої A4, створеної Вернером фон Брауном. Ракета V-2 широко використовувалася нацистською Німеччиною наприкінці Другої світової війни для бомбардування міст Англії та Бельгії. Ракета A4b була прототипом для верхнього ступеня ракети A9/A10. Метою цієї програми було створення ракети, здатної завдати удару по Нью-Йорку при запуску з території Франції або Іспанії.
Ракети A4b тестувалися кілька разів у грудні 1944 року, а також у січні та лютому 1945 року. Усі вони використовували рідинне паливо. A4b мала інерційну систему наведення, тоді як A9 передбачалося керувати пілотом. Запуск здійснювався з нерухомого стартового майданчика.
Після Другої світової війни фон Браун та інші провідні німецькі вчені були таємно перевезені до США в рамках операції Paperclip («Скріпка»), щоб працювати безпосередньо на армію США, розвиваючи V-2 як зброю для Сполучених Штатів.
На сьогоднішній день БРПД перебувають на озброєнні КНР, Індії, Ізраїлю, Північної Кореї та Росії. Раніше ці ракети також використовувалися США, СРСР, Пакистаном, Великою Британією та Францією.

## Номенклатура
Чіткої загальноприйнятої межі між ракетами середньої дальності та ракетами проміжної дальності немає, і ці категорії можуть перекриватися. Різні джерела класифікують ракети по-різному. Однак вони чітко відрізняються від міжконтинентальних ракет, оскільки їхня дальність є меншою за міжконтинентальну, що вимагає їхнього розміщення відносно близько до цілі. Як правило, БРПД призначені для стратегічного застосування, тоді як БРСД зазвичай використовуються як тактичні або театральні балістичні ракети.

### Приклади
- Індія
  - Agni-III: 3500—5000 км
  - Agni-IV: 4000 км
- КНР
  - DF-25: 3200—4000 км
  - DF-26: 3500—5000 км
- Південна Корея
  - Hyunmoo-5: 3000—5500 км
- Північна Корея
  - Хвасон-12 (KN-17): 3700—6000 км
- Росія
  - Орєшнік: точна дальність невідома
- Саудівська Аравія
  - DF-3A: 4000—5000 км